# Xiwu (köpinghuvudort i Kina, Qinghai Sheng, lat 33,13, long 97,35)
Xiwu (kinesiska: 歇武, 歇武镇) är en köpinghuvudort i Kina. Den ligger i provinsen Qinghai, i den nordvästra delen av landet, omkring 560 kilometer sydväst om provinshuvudstaden Xining. Antalet invånare är 5 372. Befolkningen består av 2 642 kvinnor och 2 730 män. Barn under 15 år utgör 28,0 %, vuxna 15-64 år 64 %, och äldre över 65 år 6,0 %.
Runt Xiwu är det mycket glesbefolkat, med 3 invånare per kvadratkilometer. Det finns inga andra samhällen i närheten. Trakten runt Xiwu består i huvudsak av gräsmarker.
Genomsnittlig årsnederbörd är 715 millimeter. Den regnigaste månaden är juli, med i genomsnitt 178 mm nederbörd, och den torraste är december, med 4 mm nederbörd.